# Ménerval

Ménerval este o comună în departamentul Seine-Maritime, Franța. În 1 ianuarie 2022 avea o populație de 173 de locuitori.